# Ildikó Enyedi
Ildikó Enyedi (n. 15 noiembrie 1955, Budapesta, Republica Populară Ungară) este o regizoare și scenaristă maghiară. Filmul ei din 2017, Despre trup și suflet, a primit Ursul de Aur în secțiunea principală a competiției la a 67-a ediție a Festivalului Internațional de Film de la Berlin și a fost nominalizat la Oscar 2018 la Premiul Oscar pentru cel mai bun film străin.  Între 1989 și 2020 a regizat opt filme de lungmetraj. Tatăl ei, György Enyedi, a fost un geograf și economist care a jucat un rol major în dezvoltarea pe termen lung a științei regionale. 

## Tinerețe și educație
Enyedi s-a născut la Budapesta în 1955. A luat un titlu academic în economie, a studiat filmele la Universitatea de Artă Teatrală și Cinematografică din Budapesta începând cu 1980 și a studiat și cinematografia la Montpellier. La început, Enyedi a creat artă conceptuală și a făcut parte din Studioul Balázs Béla și din grupul Indigo.

## Carieră

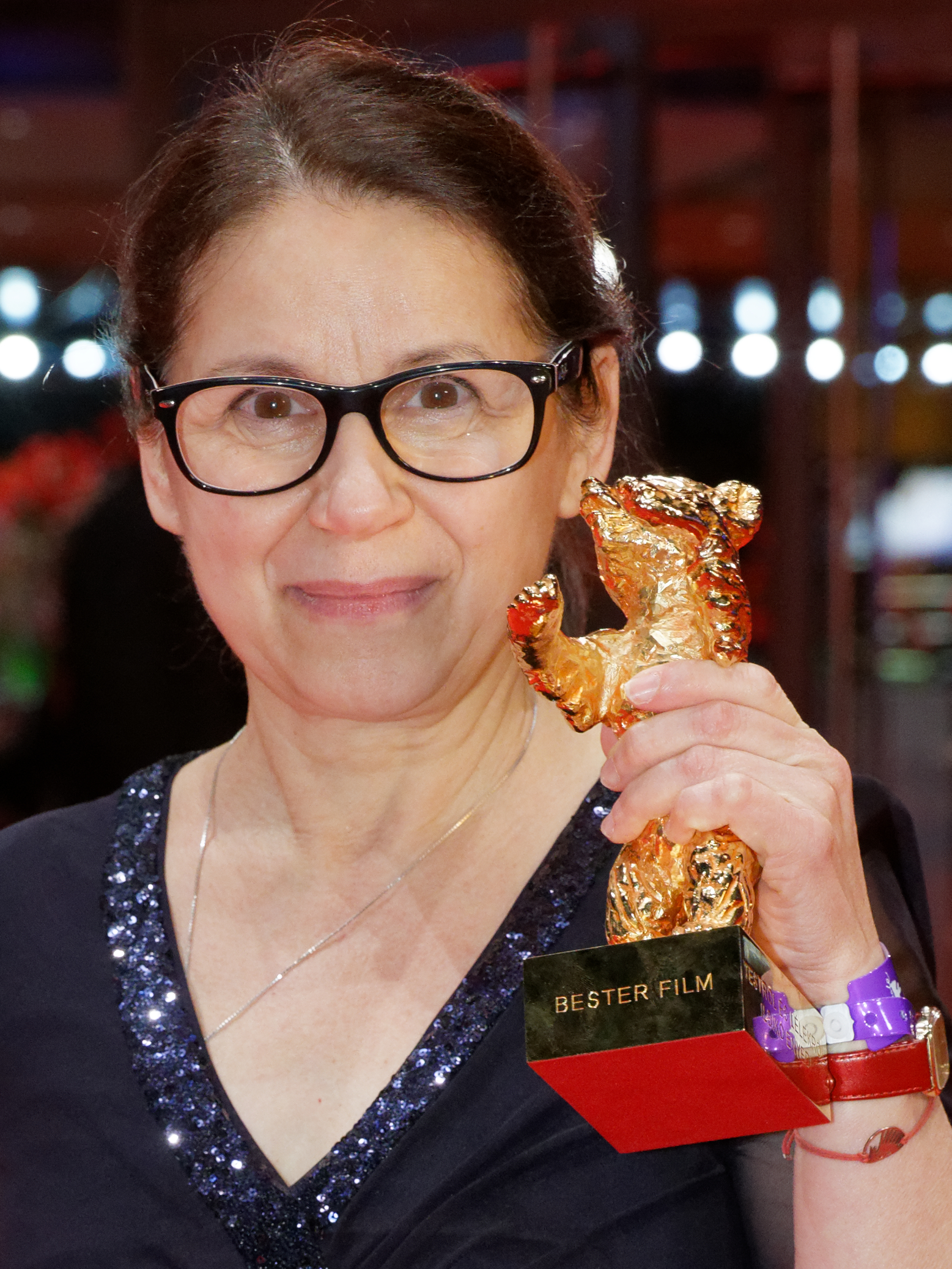
Enyedi în 2017 cu Ursul de Aur pentru filmul Despre trup și suflet

Enyedi a câștigat premiul Camera d'Or pentru filmul Az én XX. századom (My 20th Century) la Festivalul de Film de la Cannes din 1989. În același an, a început să predea la Academia de Dramă și Film din Budapesta (acum cunoscută sub numele de Universitatea de Artă Teatrală și Cinematografică din Budapesta). În 1992, a fost membru al juriului la cel de al 42-lea Festival Internațional de Film de la Berlin. Filmul ei Bűvös vadász (Magic Hunter) din 1994 a fost înscris în competiția principală la cea de a 51-a ediție a Festivalului de Film de la Veneția. În 2007, a fost membru al juriului la cel de-al 29-lea Festival Internațional de Film de la Moscova .  Ea a luat un doctorat de la Universitatea de Artă Teatrală și Cinematografică din Budapesta în 2011.
În 2012, Enyedi a fost angajată de HBO Europe pentru a regiza emisiunea maghiară Terápia, o adaptare a spectacolului israelian BeTipul (בטיפול‎; Terapie) despre un terapeut care își petrece săptămâna ajutându-i pe ceilalți înainte de a primi propriul ajutor psihologic. Enyedi a descris proiectul drept „o vindecare” după ani de proiecte blocate în procesul de dezvoltare. În total, Enyedi a regizat 39 de episoade pe parcursul a trei sezoane, între 2012 și 2017. 
Filmul lui Enyedi din 2017, Despre trup și sufle, a avut premiera la 67-a ediție a Festivalului Internațional de Film de la Berlin, unde a câștigat Ursul de Aur. Filmul a fost nominalizat la Premiul Oscar pentru cel mai bun film străin, ca propunere a Ungariei.
În 2018, ea a anunțat că următorul său film va fi o adaptare a The Story of My Wife (Povestea soției mele), despre un bărbat care face un pariu cu prietenul său că se va căsători cu următoarea femeie care intră în cafeneaua în care mănâncă.  Filmul este o adaptare a unui roman cu același nume de Milán Füst. 
Ea a fost anterior președintele Asociației Regizorilor Maghiari.  

## Viata personala
Enyedi este căsătorită cu autorul Wilhelm Droste,  are doi copii și locuiește în Budapesta și Nordrhein Westfalen, Germania. 

## Filmografie
- Flirt (1979), film experimental[18]
- The Spectator (1981), scurtmetraj[18]
- Rózsalovag (1984), scurtmetraj[18]
- New Books (1985), scurtmetraj[18]
- Mole (1985), scurtmetraj[18]
- Invasion (1986), scurtmetraj[18]
- Goblins (1988), scurtmetraj[18]
- My 20th Century (1989)
- Magic Hunter (1994)
- A Gyár (1995)
- Tamas and Juli (1997), creat pentru 2000, Seen By...[19]
- Simon, the Magician (1999)
- Európából Európába (2004)
- Első szerelem (2008)
- On Body and Soul (2017)
- The Story of My Wife (2020)

## Legături externe
- Ildikó Enyedi la Internet Movie Database